# Пик Боливар
Пик Боли́вар (исп. Pico Bolívar) — высочайшая вершина Венесуэлы (4978 м).
Официальное измерение точной высоты пика выполнили в 2002 году геофизики Диего Дейрос и Карлос Родригес из Университета Симона Боливара в Каракасе и Жозе Наполеон Эрнандес из Института географии Венесуэлы. Результат составил 4978,4 ± 0,4 метра.
До официального переименования 30 декабря 1934 года пик назывался Ла-Колумна (исп. La Columna). Новое имя дано в честь национального героя Симона Боливара, бюст которого был установлен на вершине во время первого восхождения в 1935 году.